# Excentradenia propinqua
Excentradenia propinqua là một loài thực vật có hoa trong họ Malpighiaceae. Loài này được (W.R.Anderson) W.R.Anderson mô tả khoa học đầu tiên năm 1997.